# Pasăre-rinocer bicorn
Pasărea-rinocer bicorn (Buceros bicornis) este o specie de pasăre bucerotiformă din familia Bucerotidae, cu un aspect inconfundabil, care locuiește în pădurile situate între nord-estul Indiei, Indochina și peninsula Malacca, precum și pe insula Sumatra. 

## Taxonomie
Pasărea-rinocer bicorn a fost descrisă oficial de naturalistul suedez Carl Linnaeus în 1758, în cea de-a zecea ediție a lucrării sale Systema Naturae. El l-a plasat alături de Buceros rhinoceros în genul Buceros și a inventat numele binomial Buceros bicornis. Linnaeus a specificat locația tip ca fiind China. Numele genului provine din latinescul becerus care înseamnă „cu coarne ca un bou”, care la rândul său provine din greaca veche boukerōs care combină bous care înseamnă „bou” cu kerōs care înseamnă „corn”. Specificul bicornis este latin și înseamnă „cu două coarne”. Specia este monotipică: nu sunt recunoscute subspecii.

## Comportament

### Hrană
De obicei, păsările-rinocer bicorn sunt observate în grupuri mici, uneori grupuri mai mari adunându-se lângă pomii fructiferi. O adunare de 150-200 de păsări a fost înregistrată în sud-estul Bhutanului. În sălbăticie, dieta păsării-rinocer bicorn constă în principal din fructe. Smochinele sunt deosebit de importante ca sursă de hrană. Vitex altissima a fost menționat ca o altă sursă importantă de hrană. De asemenea, se hrănesc cu fructe bogate în lipide din familiile Lauraceae și Myristicaceae, precum Persea, Alseodaphne și Myristica. Obțin apă în întregime din dieta lor de fructe. Sunt dispersori importanți ai multor specii de arbori forestieri. De asemenea, mănâncă mamifere mici, păsări, reptile mici și insecte. Macacii cu coadă de leu au fost văzuți căutând hrană alături de păsările-rinocer bicorn.
Se hrănesc de-a lungul ramurilor, deplasându-se țopăind, căutând insecte, cuiburi de păsări și șopârle mici, rupând scoarța și examinându-le. Prăzile sunt prinse, aruncate în aer și înghițite.

### Reproducere
În timpul sezonului de reproducere (din ianuarie până în aprilie), păsările devin foarte vocale. Ele fac duete zgomotoase, începând cu un kok puternic dat cam o dată pe secundă de mascul, la care se alătură și femela. Perechea strigă apoi la unison, transformându-se într-un amestec rapid de strigăte și țipete. Preferă pădurile mature pentru cuibărit. Copacii mari, înalți și bătrâni, în special cei emergenți care se ridică deasupra coronamentului, par a fi preferați pentru cuibărit.  Perechile formează legături monogame și trăiesc în grupuri mici de 2-40 de indivizi. Au fost observate spectacole de curtare în grup care a implicat până la 20 de păsări.
Femela își construiește cuibul în golul unui trunchi mare de copac, sigilând deschiderea cu o tencuială formată în principal din fecale. Ea rămâne închisă acolo, bazându-se pe mascul pentru a-i aduce mâncare, până când puii sunt pe jumătate dezvoltați. În această perioadă, femela suferă o năpârlie completă. Puii tineri nu au pene și par foarte dolofani. Mama este hrănită de partenerul ei printr-o fantă în sigiliu. Ponta este formată din unul sau două ouă, pe care le incubează timp de 38-40 de zile. Femela elimină fecalele prin fanta cuibului, la fel ca puii de la vârsta de două săptămâni. Odată ce femela iese din cuib, puii îl sigilează din nou. Dezvoltarea completă a puilor până la creșterea cornului durează cinci ani.

## Amenințări
Pasărea-rinocer biorn este amenințată în principal de pierderea habitatului din cauza defrișărilor. Este vânat pentru carnea, grăsimea și părțile corpului, cum ar fi penele de la cap și din coadă, care sunt folosite ca podoabe. Popoarele tribale vânează pasărea-rinocer biorn indiană pentru diferitele sale părți. Ciocul și capul sunt folosite în farmece, iar carnea este considerată a fi medicinală. Păsările tinere sunt considerate o delicatesă. Scăderi ale populației au fost observate în multe zone, cum ar fi Cambodgia.
Triburile din unele părți din nord-estul Indiei folosesc penele pentru acoperirea capului, iar craniile sunt adesea purtate ca decorațiuni. 

## Conservare
Pasărea-rinocer bicorn este inclusă în apendicele I al CITES. Din 2018 a fost inclus pe Lista Roșie a IUCN ca fiind Vulnerabil. Programele de conservare au încercat să furnizeze triburilor pene de la păsările din captivitate și carcase ceramice pentru a le înlocui pe cele naturale.

### În captivitate
Foarte puține sunt ținute în captivitate și puține dintre ele se reproduc bine. Femelele aflate în cuiburi sunt extrem de ușor de capturat, iar păsările capturate în sălbăticie sunt în majoritate femele. Reproducerea lor în captivitate a fost extrem de dificilă, cu mai puțin de o duzină de încercări reușite. Selectivitatea lor extremă pentru parteneri și legăturile lungi și puternice dintre perechi le fac dificil de întreținut pentru reproducere.

## Galerie

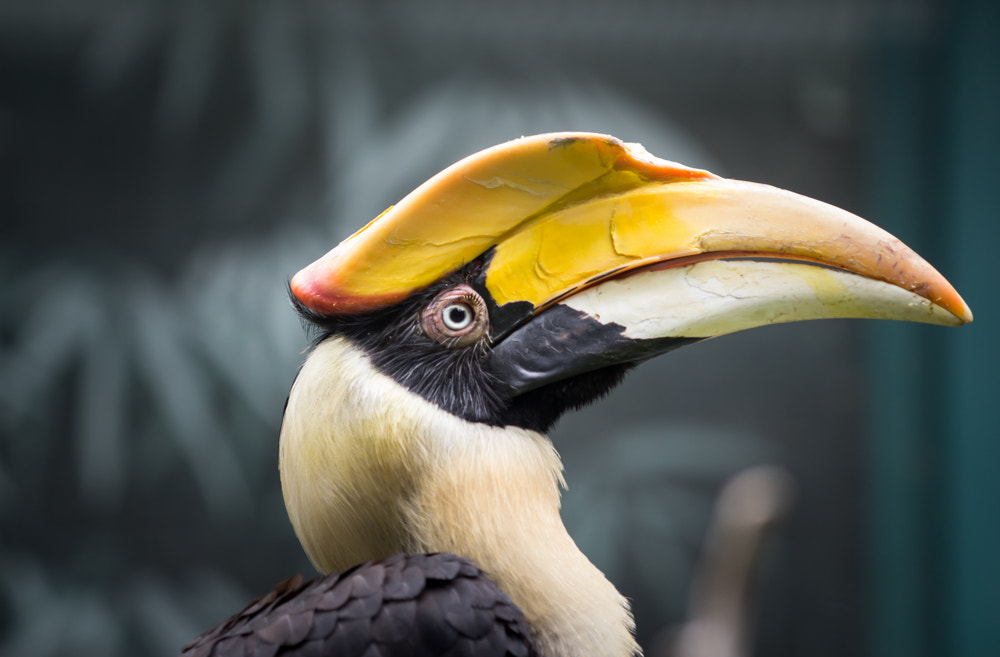
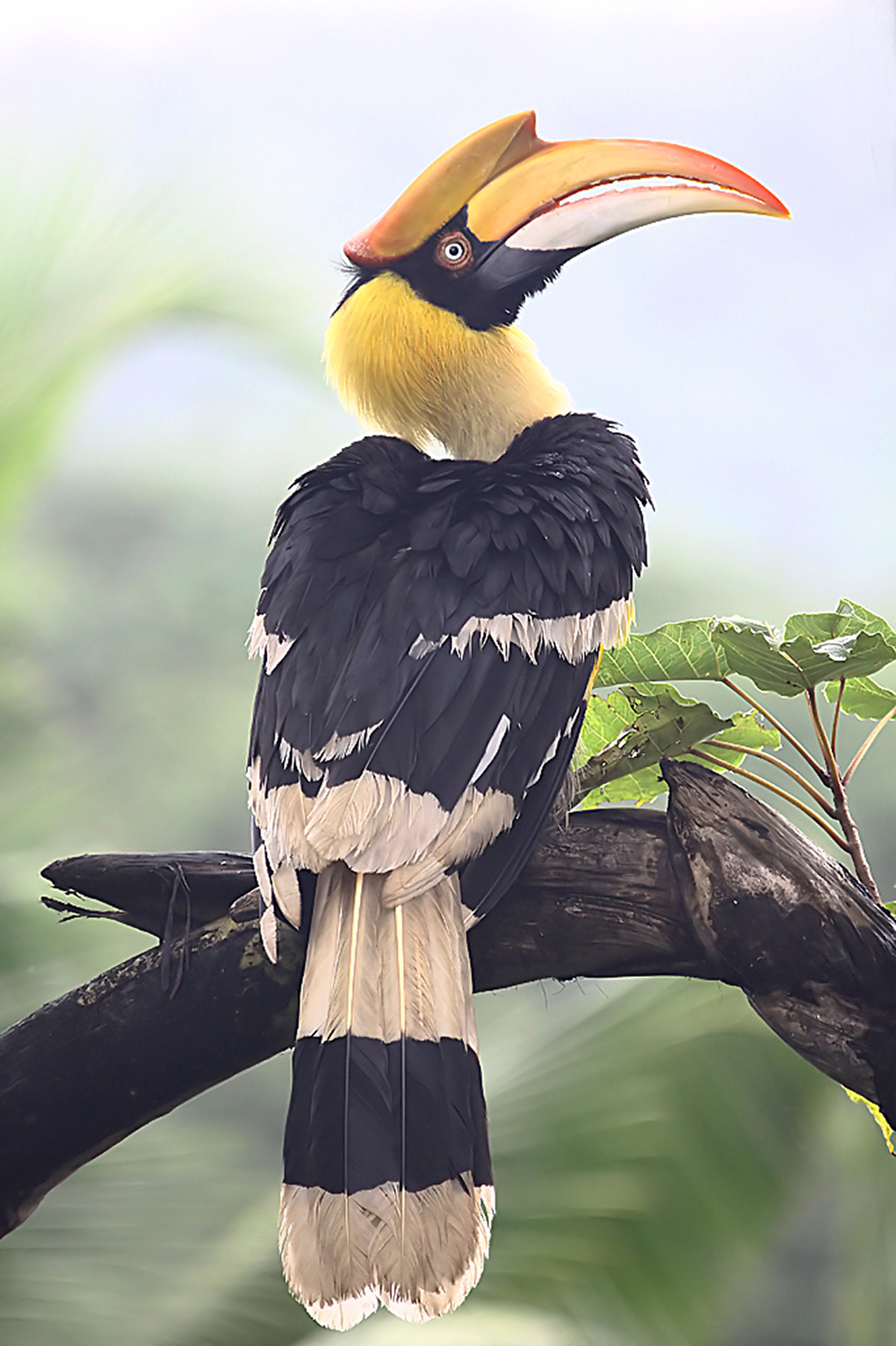
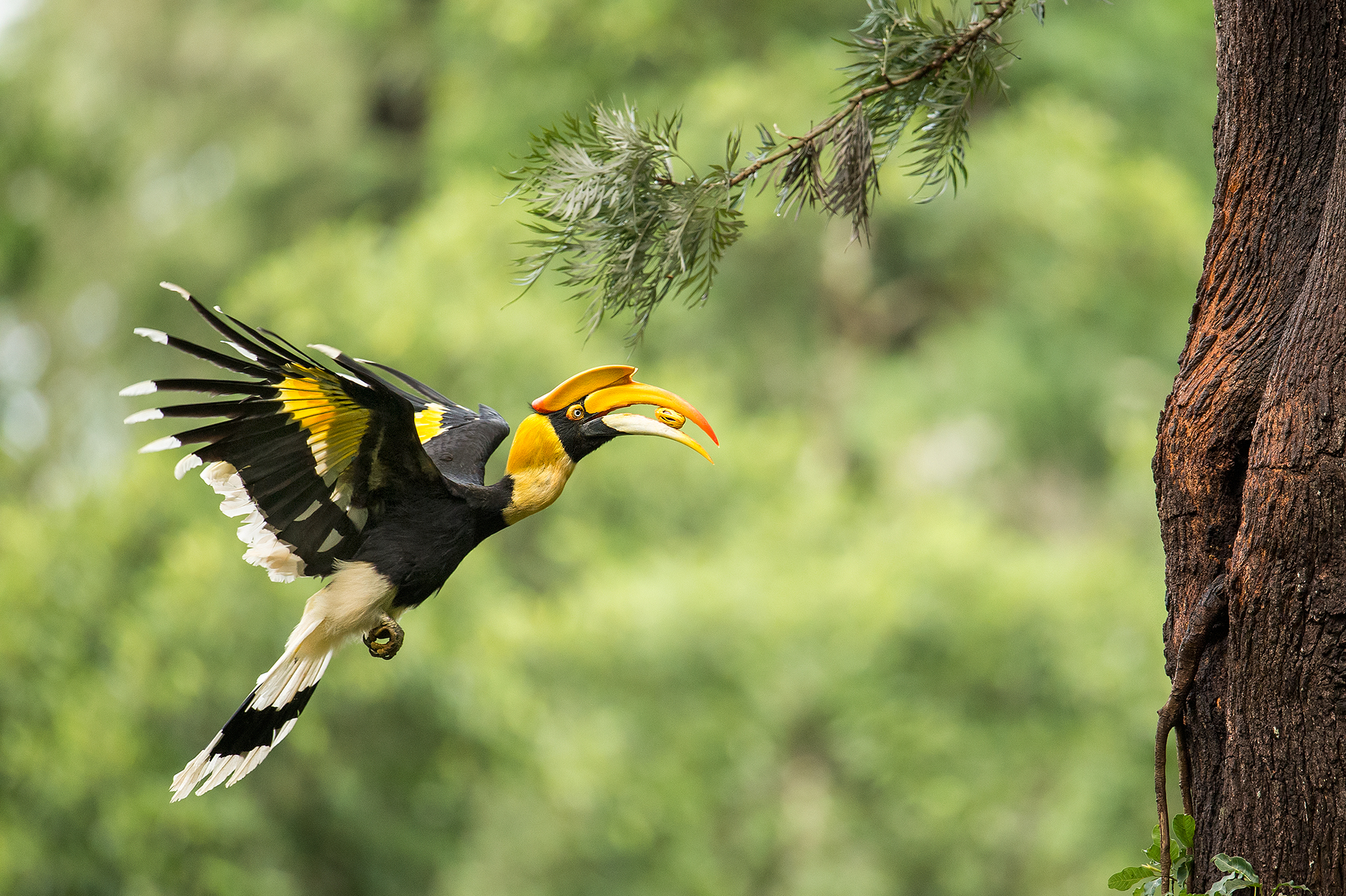
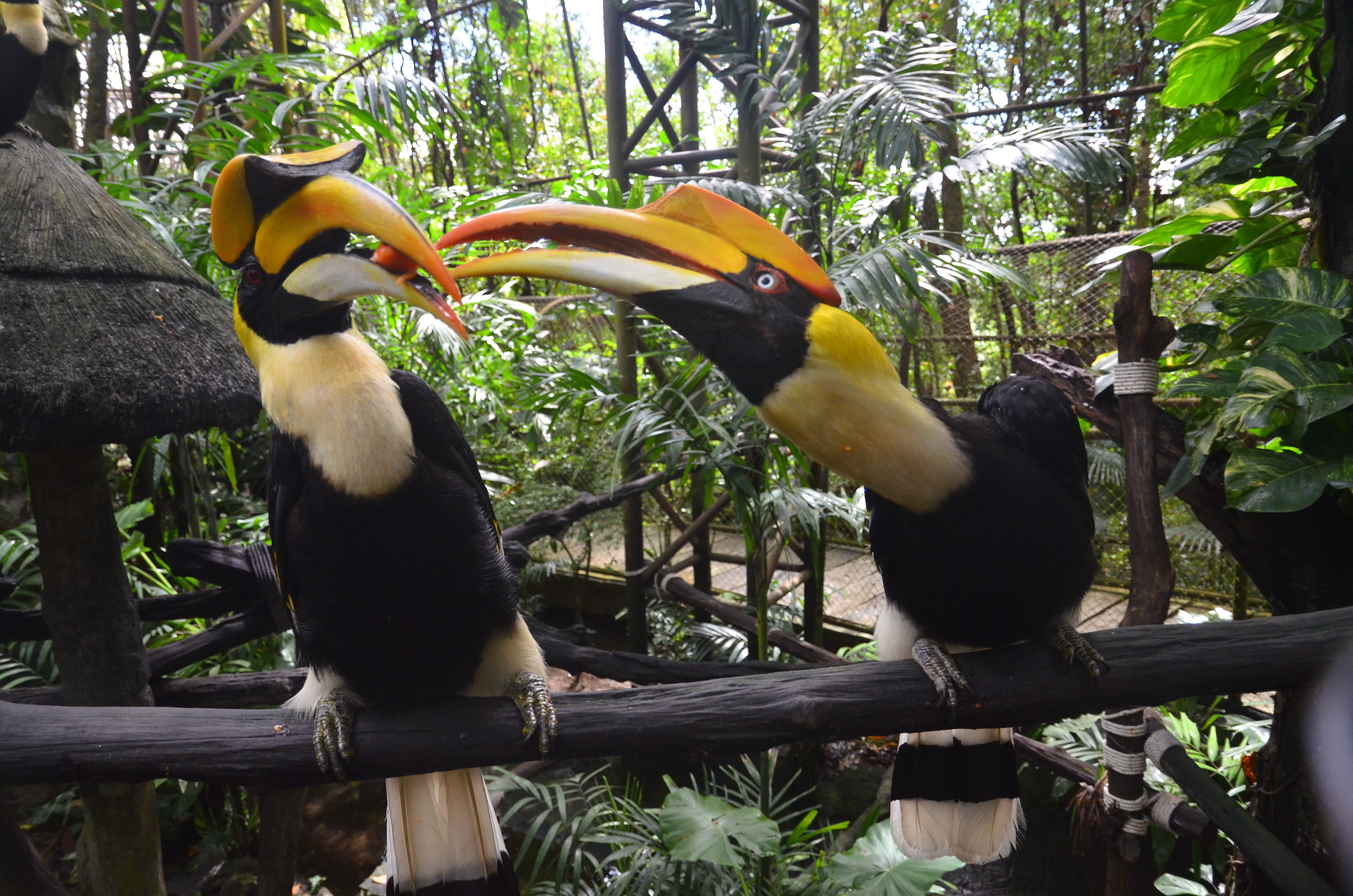
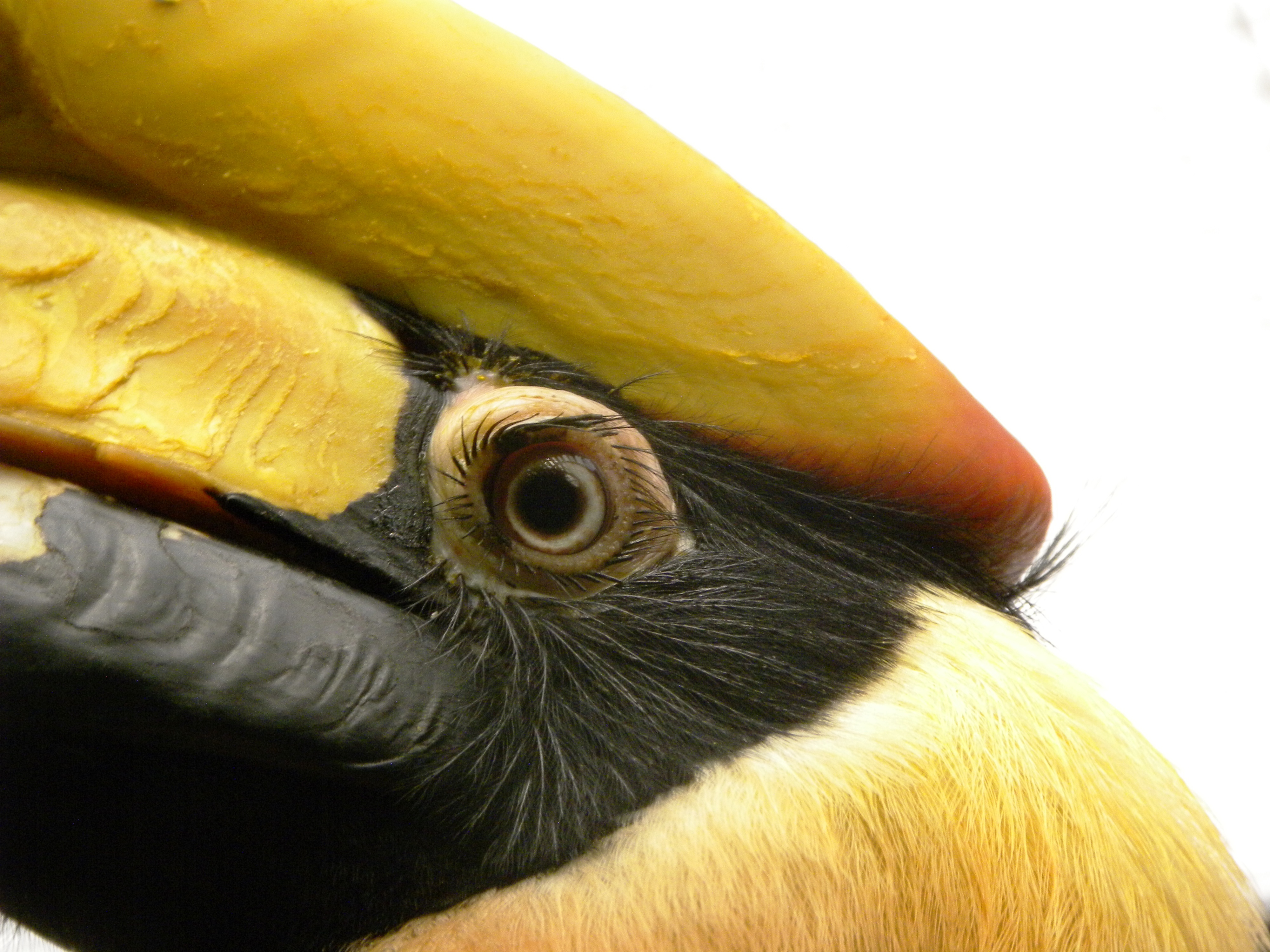
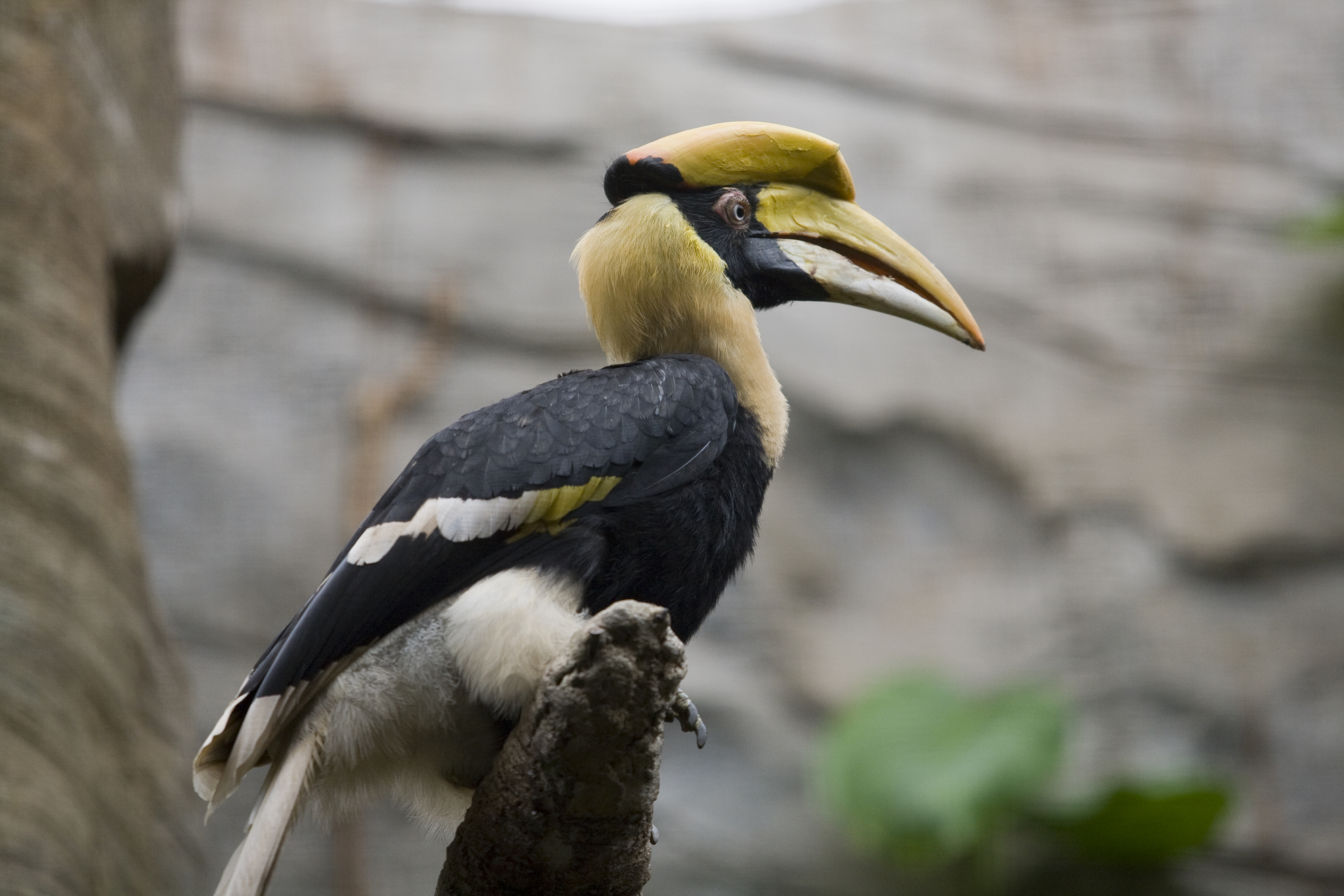

## Legătură externă
- Materiale media legate de Buceros bicornis la Wikimedia Commons
- „Great Hornbill videos, photos & sounds”. Internet Bird Collection.
- „Great Hornbill”. Saint Louis Zoo. Arhivat din original la 3 mai 2007.